# Vorotynets
Vorotynets (en russe : Воротынец) est une commune de type urbain située en Russie dans l'oblast de Nijni Novgorod. Elle est le siège administratif du raïon (arrondissement) du même nom et du district urbain Vorotynets.
Elle comptait 5 772 habitants en 2023.

## Géographie
La bourgade se trouve sur la route fédérale Moscou-Kazan-Oufa nommée M7 « Volga » à 154 km à l'est de Nijni Novgorod.

## Histoire
Dans les années 1970 des historiens locaux, s'appuyant sur les allégations de divers auteurs, ont développé l'histoire de l'émergence de Vorotynets, selon laquelle le prince Mikhaïl Vorotynski aurait reçu des terres dans la région de Nijni Novgorod  en 1552 et aurait fondé sur ces terres Vorotynets, Kniaguinino et d'autres localités. Mais sur la base de documents présentés en 2008, cette interprétation historique est dénoncée.
En premier lieu, parce que les terres de cette région de la Volga ont été données au prince en 1569, c'est-à-dire dix-sept ans après la date susmentionnée, année de la prise de Kazan. En outre, les villages de Kniaguinino et de Fokino existaient déjà. Cela est documenté par un document daté de février 7077 (c'est-à-dire 1569), testament du prince Vorotynski: « ...Le souverain tsar et grand prince Ivan Vassilievitch de toutes les Russies...m'a fait don...à Nijni Novgorod du village de Kniaguinino dans l'ouïezd de Vassilegorod, du petit village de Fokino avec tous leurs revenus. »
En second lieu, Vorotynets (Vorotynesk) est mentionné dans le Livre du Scribe de Dmitri Lodyguine de 1621-1623 (la commission des scribes travailla sur place dans l'ouïezd pendant trois ans). Le prince Ivan Vorotynski hérite de son père et fait développer l'agriculture dans ses domaines. Le quarantième feuillet du Livre du Scribe décrit le village, comme étant un « nouveau » village avec son église dédiée au Sauveur et pourvue d'un clocher. On ne rencontre aucune mention de Vortynets antérieure et l'on suppose donc que le village a été fondé entre 1617 et 1623.
Historiquement,le village se nomme Vorotynesk à l'origine (le nom de famille du prince s'écrivant à l'origine Vorotynsk) en souvenir de l'ancienne capitale de la principauté. Ensuite vers le milieu du XVIIIe siècle le sk final se transforme en ts.
Les terres autour appartiennent aux princes Vorotynski de 1569 à 1680, puis retournent à l'État n'ayant pas d'héritier.
La statue de bronze du prince Mikhaïl Vorotynski est solennellement inaugurée le 20 septembre 2008. Elle mesure 4 m de hauteur et a été sculptée par V.P. Nagornov.
Pierre le Grand fait don en 1700 de ces terres à l'amiral Fiodor Golovine. Son arrière-petit-fils, le comte Nikolaï Golovine (1756-1821) en hérite; mais il est endetté. Le manoir est vendu par ses créditeurs à la loterie et les terres deviennent impériales soumises au cens, les paysans payant l'obrok. Jusqu'à la Révolution de 1917, le village fait partie de l'ouïezd de Vassil-Soura du gouvernement de Nijni Novgorod et se distingue dans le négoce de céréales.
Peu après l'installation du pouvoir soviétique, le village est rattaché à l'ouïezd de Lyskovo; après la suppression de ce dernier en 1929, Vorotynets devient le siège du raïon homonyme. Il reçoit le statut de commune urbaine en 1964.

## Population
Recensements (*) et estimations de la population,,:
| 1939* | 1959* | 1970* | 1979* | 1989* | 2002* |
| ----- | ----- | ----- | ----- | ----- | ----- |
| 3 969 | 3 476 | 4 140 | 5 231 | 7 006 | 6 719 |

| 2008  | 2010* | 2012  | 2013  | 2014  | 2015  |
| ----- | ----- | ----- | ----- | ----- | ----- |
| 6 510 | 6 451 | 6 234 | 6 255 | 6 165 | 6 154 |

| 2016  | 2017  | 2018  | 2019  | 2020  | 2021* |
| ----- | ----- | ----- | ----- | ----- | ----- |
| 6 118 | 6 154 | 6 151 | 6 136 | 6 074 | 5 849 |

| 2023  | - | - | - | - | - |
| ----- | - | - | - | - | - |
| 5 772 | - | - | - | - | - |

## Économie
D'importantes fabriques de produits alimentaires se trouvent dans la commune: ОАО «Воротынский маслосырзавод» (Vorotynsky maslosyrzavod), produisant un large spectre de produits laitiers; la boulangerie industrielle ПО Воротынский хлеб (Vorotynski khleb). Elle accueille aussi:  ООО Универмаг (Univermag) — café Княжеская вотчина (Kniajeskaïa votchina), ООО Курникоф (Kournikof) — café Фараон (Pharaon), les grands magasins Магнит Скалярий (Magnit Skaliary), Пятерочка (Piaterotchka), Магнит-Косметик (Magnit Comsétique), des entreprises de construction et travaux publics ООО Ремстрой (Remstroï), ОАО Воротынское РСУ НГС (Vorotynskoïe RSOu NGS), ООО ДСК Гранит (DSK Granit) et les entreprises ЖКХ — МУП "Воротынское ЖКХ", ООО "Кузьмиярское".

## Religion

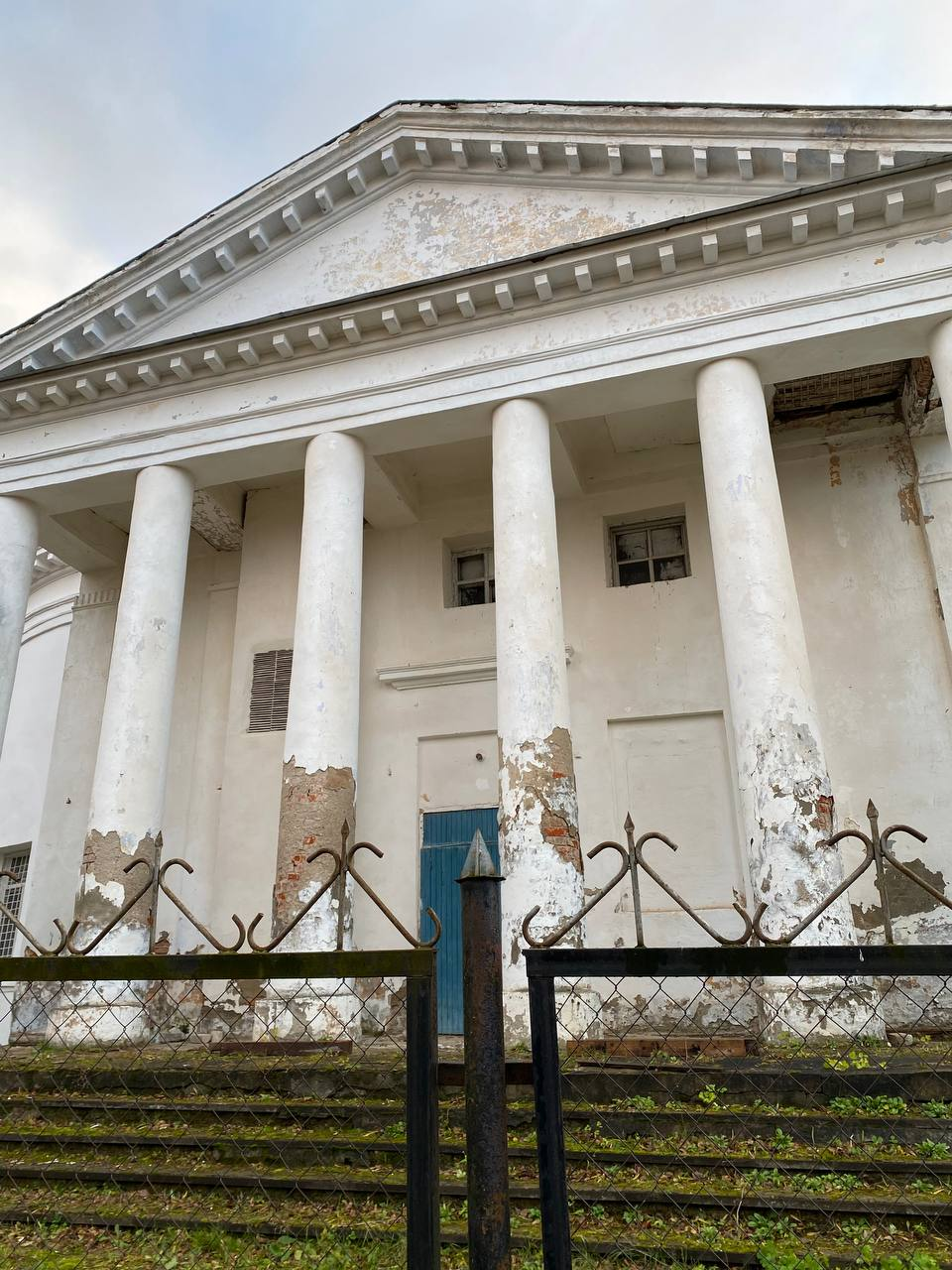
Côté Nord de l'église.

Une première église est construite au début du XVIIe siècle. L'église actuelle du Sauveur date de 1812-1814, et a été construite en briques, en style néoclassique avec un portique imposant, sur les fonds du comte Nikolaï Golovine. Elle est fermée dans les années 1930 et sert alors de maison de la culture. Elle retourne au culte en 1995. Elle dépend de l'éparchie de Lyskovo.
Une stèle en forme de chapelle dédiée à saint Luc de Simféropol est consacrée le 16 novembre 2010. Elle se trouve dans le district central de l'hôpital et a été construite en pierre sur les dons des paroissiens et de donateurs privés.

## Galerie

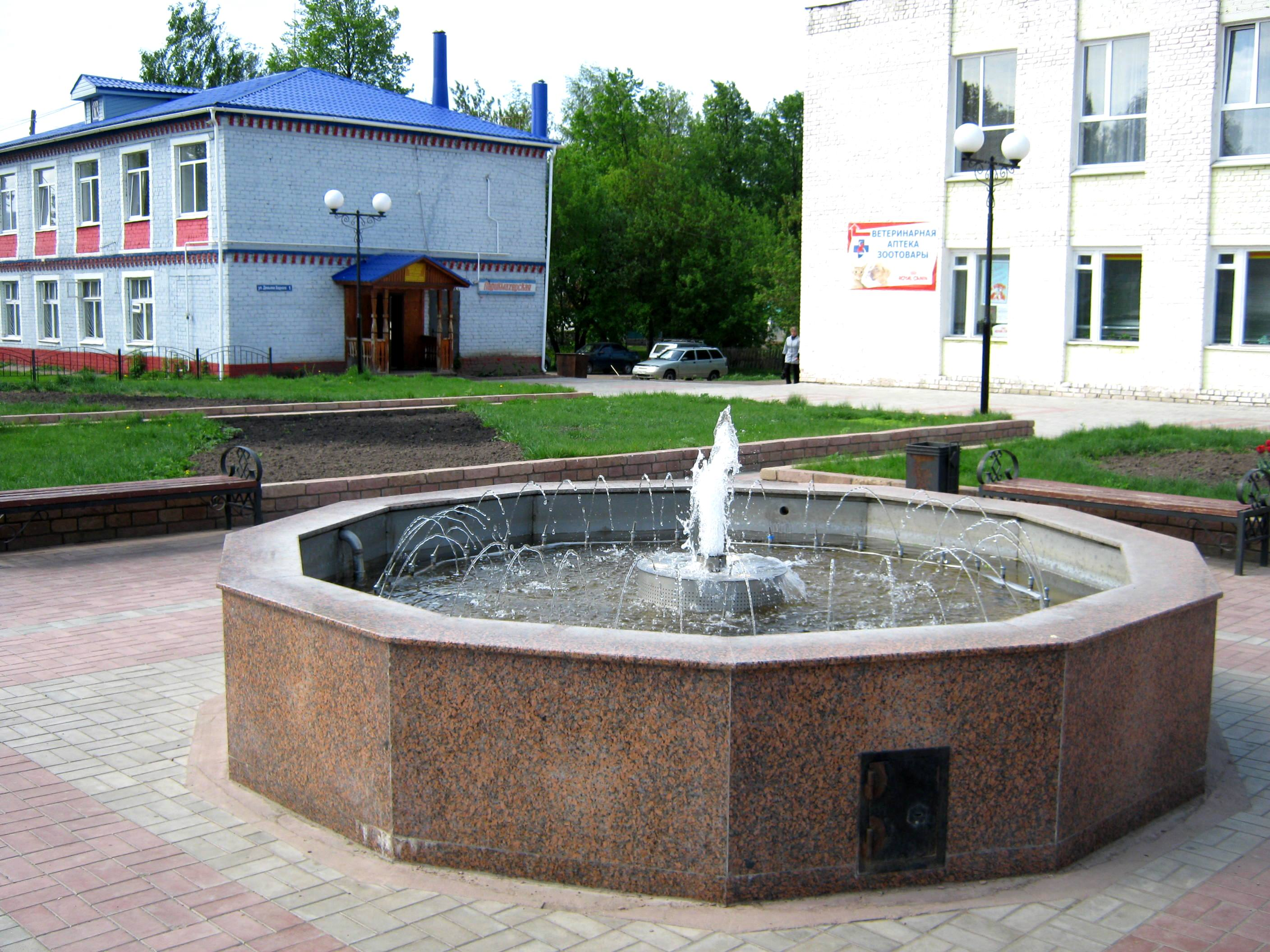
Fontaine sur la place Sovietskaïa
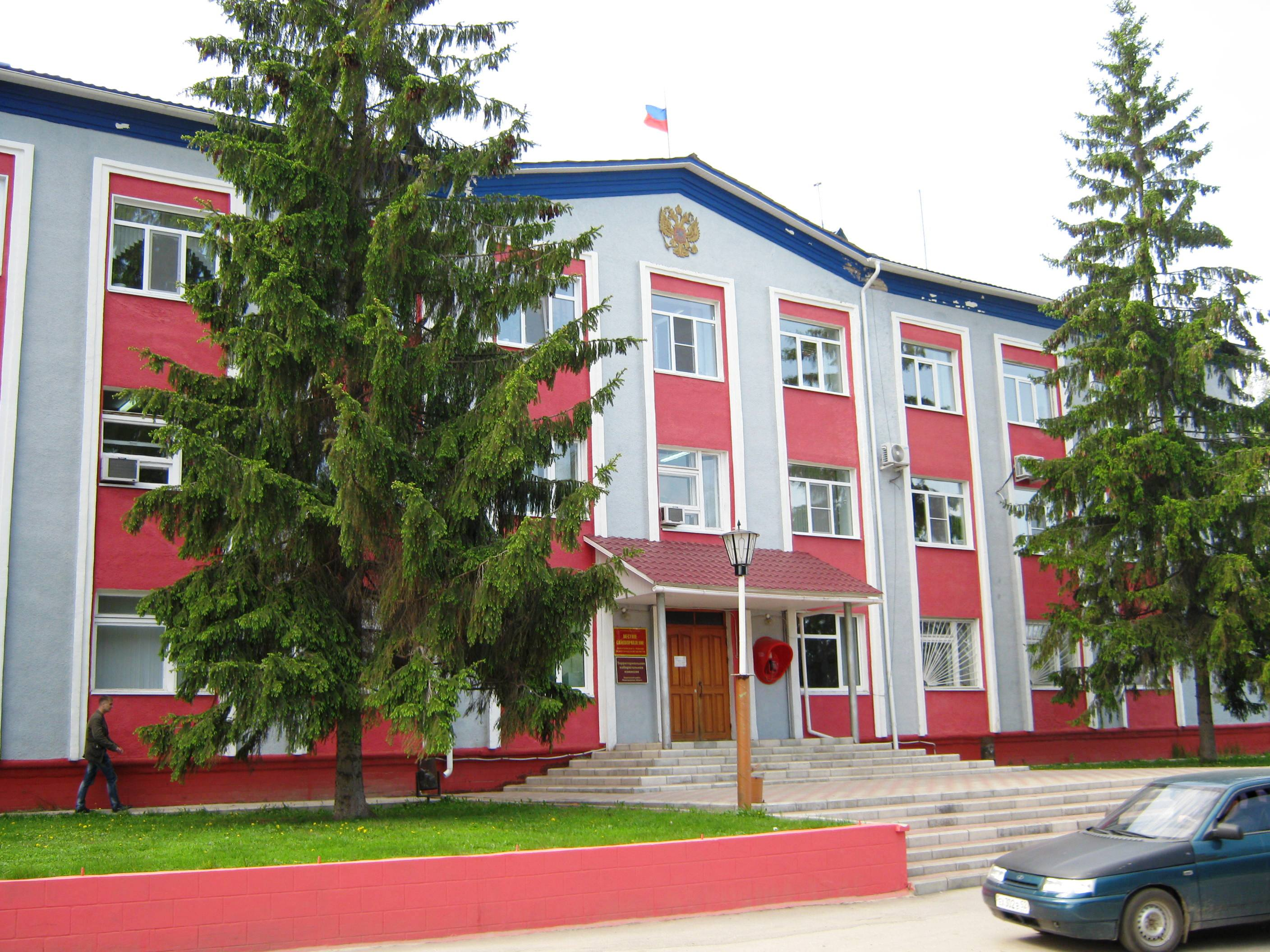
Bâtiment de l'administration locale
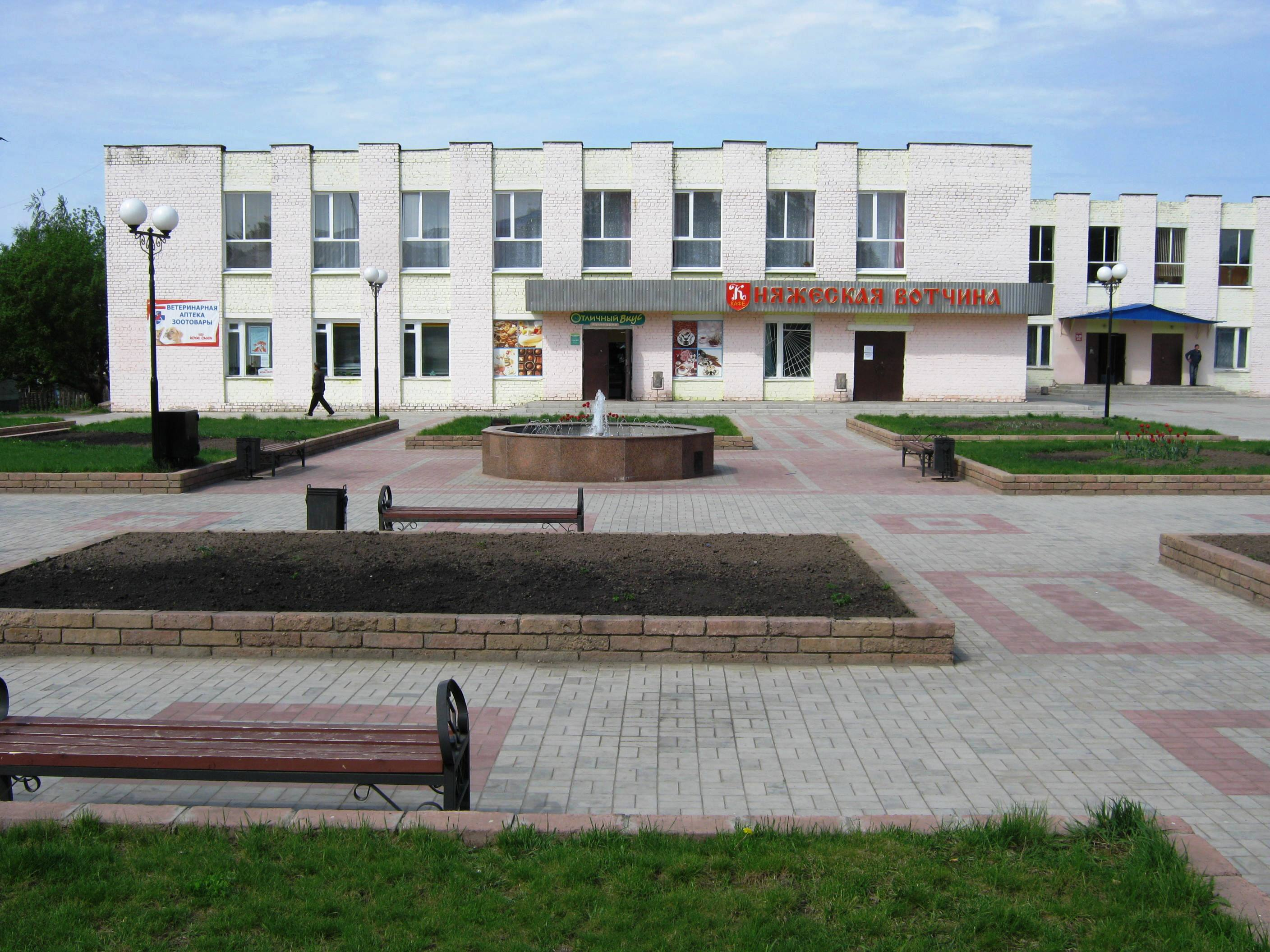
Immeubles donnant sur la place Sovietskaïa
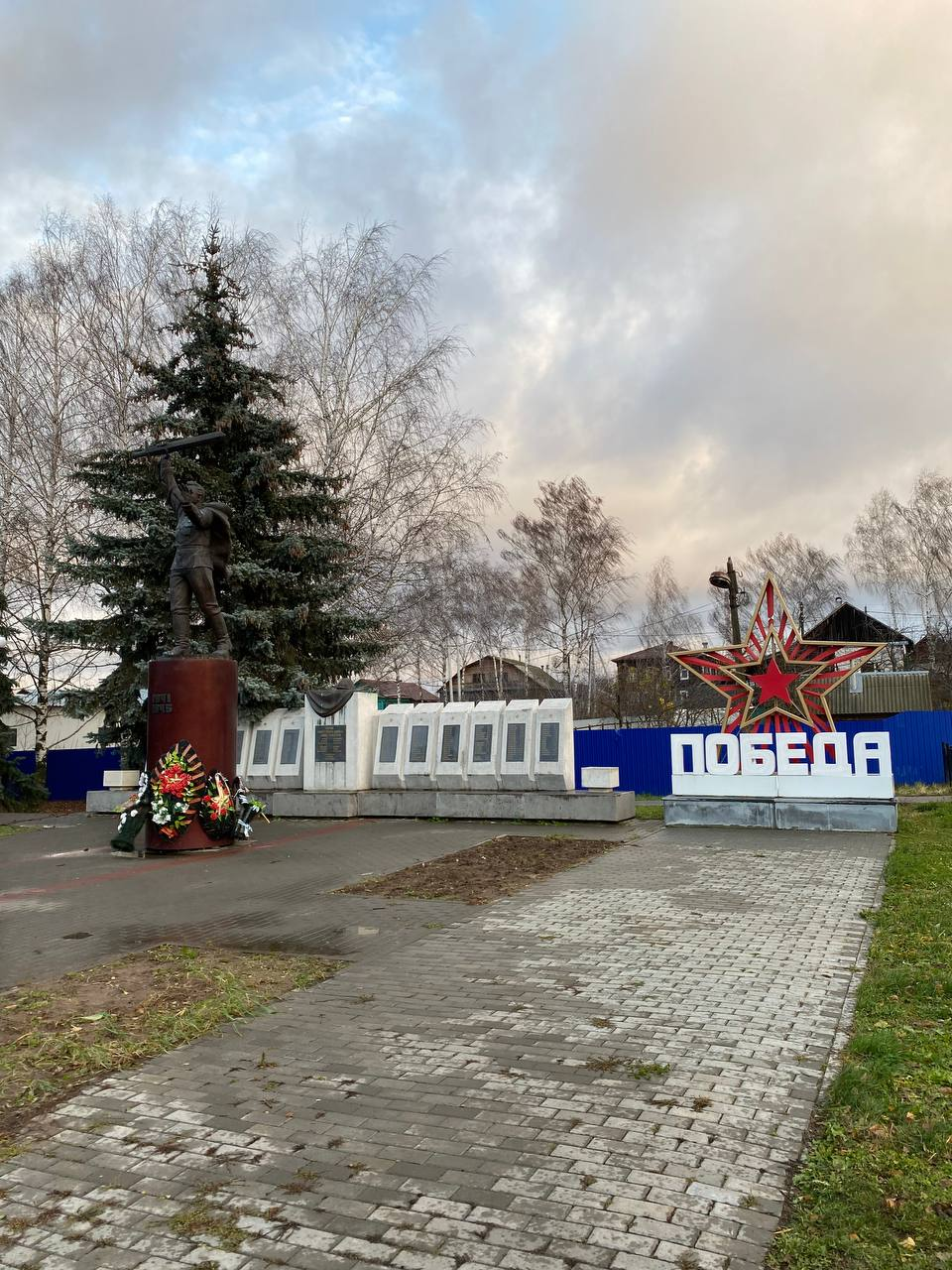
Monument aux morts de la Grande Guerre patriotique en novembre 2022
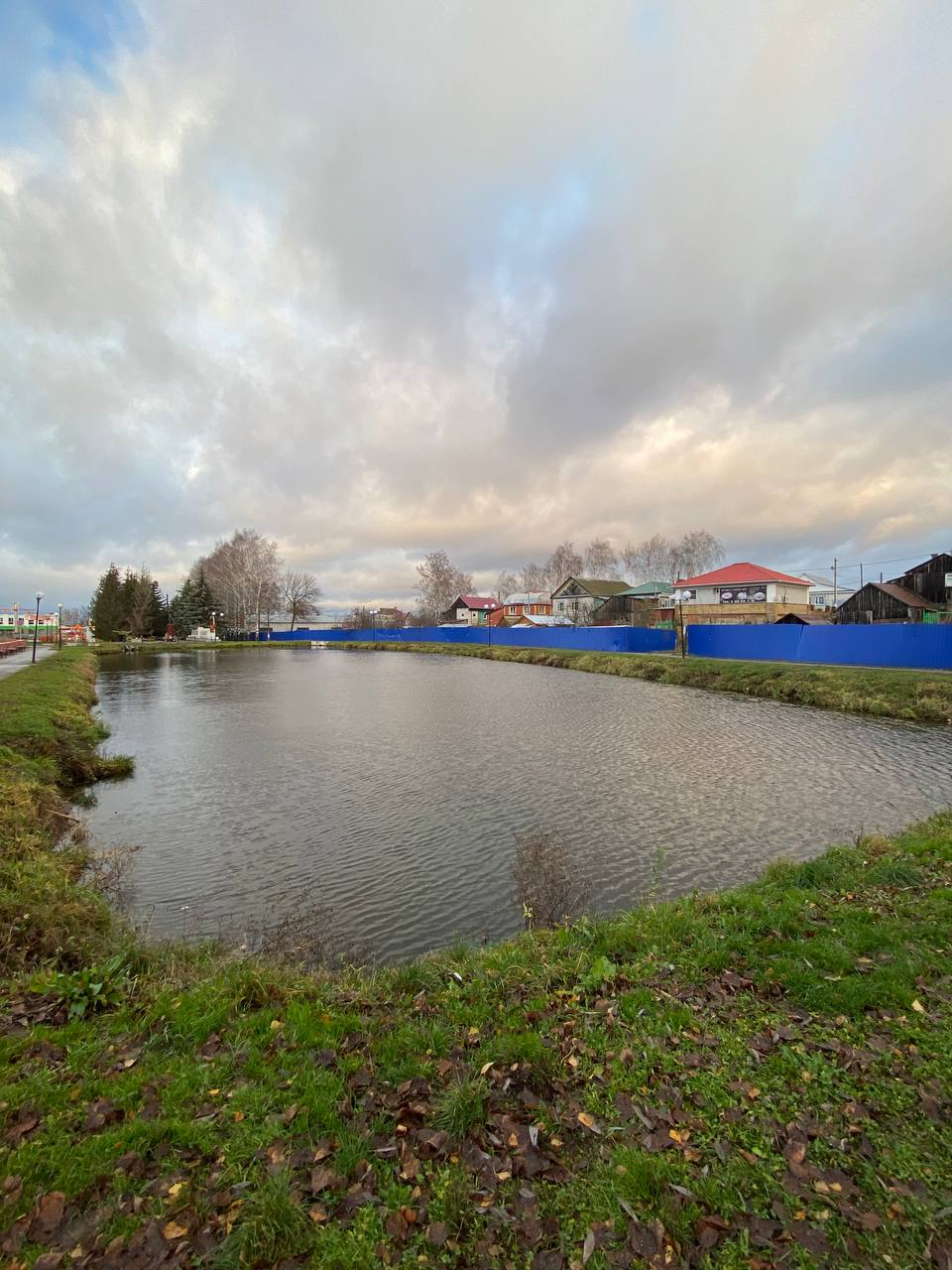
Vue de l'étang central près de la place Sovietskaïa
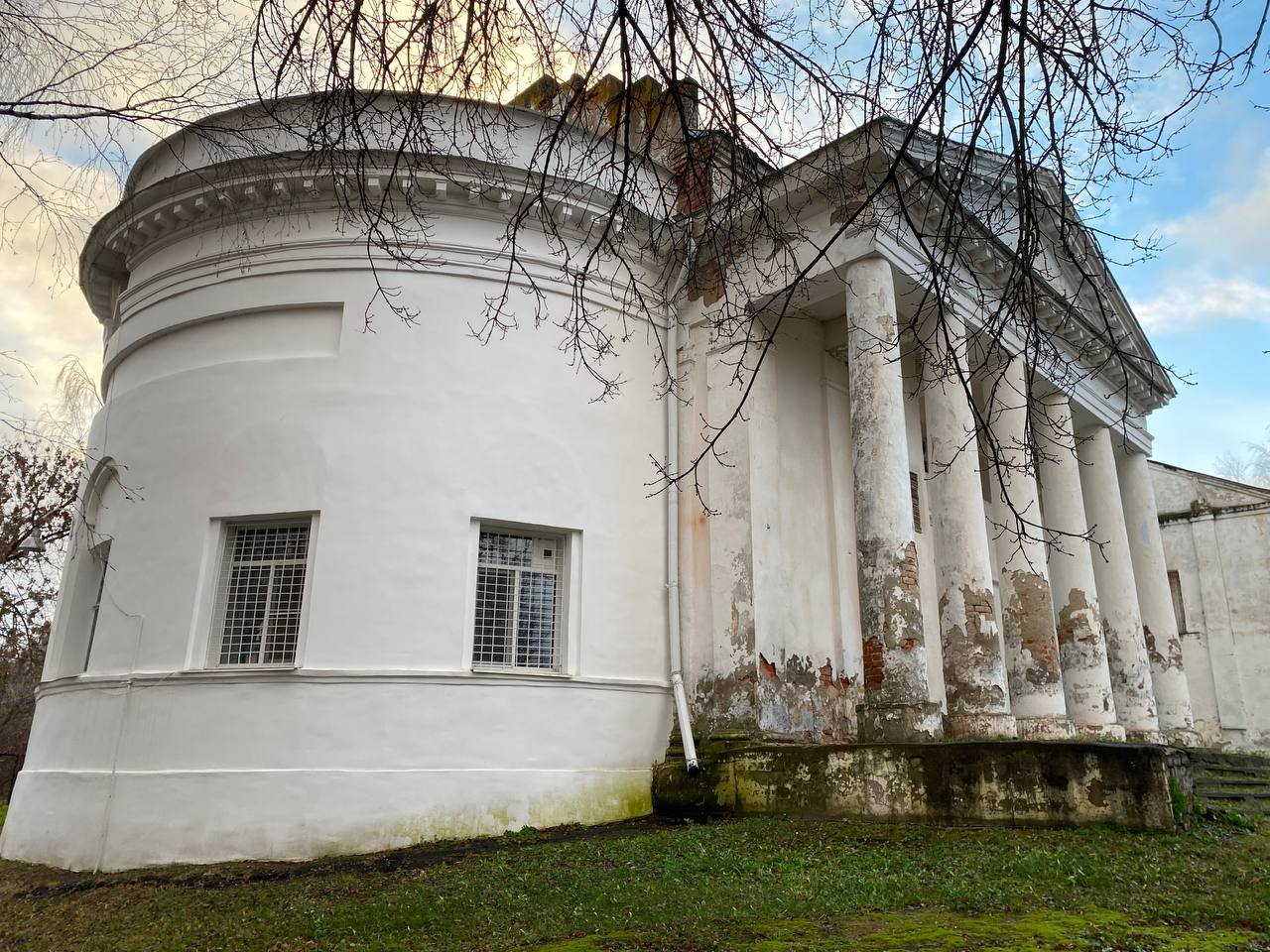
Église du Sauveur de Vorotynets